# Okrug Levice
Okrug Levice (slovački: Okres Levice) nalazi se u jugozapadnoj Slovačkoj u Nitranskom kraju .  U okrugu živi 107 992 stanovnika (2011.: 82.993 Slovaka, 33.524 Mađara), dok je gustoća naseljenosti 69,62 stan/km². Ukupna površina okruga je 1551,12 km². Glavni grad okruga Levice je istoimeni grad Levice s 30 556 stanovnika.

## Stanovništvo
| Godina:     | 1994.   | 2004.   | 2014.   | 2024.   |
| ----------- | ------- | ------- | ------- | ------- |
| Broj ljudi: | 121 113 | 119 018 | 113 511 | 107 992 |
| Razlika:    |         | −1,72 % | −4,62 % | −4,86 % |

| Godina:     | 2023.   | 2024.   |
| ----------- | ------- | ------- |
| Broj ljudi: | 108 479 | 107 992 |
| Razlika:    |         | −0,44 % |

## Gradovi
- Levice
- Šahy
- Tlmače
- Želiezovce

## Općine
| - Bajka - Bátovce - Beša - Bielovce - Bohunice - Bory - Brhlovce - Čajkov - Čaka - Čata - Demandice - Devičany - Dolná Seč - Dolné Semerovce - Dolný Pial - Domadice - Drženice - Farná - Hokovce - Hontianska Vrbica - Hontianske Trsťany - Horná Seč - Horné Semerovce - Horné Turovce - Horný Pial - Hronovce - Hronské Kľačany - Hronské Kosihy | - Iňa - Ipeľské Úľany - Ipeľský Sokolec - Jabloňovce - Jesenské - Jur nad Hronom - Kalná nad Hronom - Keť - Kozárovce - Krškany - Kubáňovo - Kukučínov - Kuraľany - Lok - Lontov - Lula - Málaš - Malé Kozmálovce - Malé Ludince - Mýtne Ludany - Nová Dedina - Nový Tekov - Nýrovce - Ondrejovce - Pastovce - Pečenice - Plášťovce - Plavé Vozokany | - Podlužany - Pohronský Ruskov - Pukanec - Rybník - Santovka - Sazdice - Sikenica - Slatina - Starý Hrádok - Starý Tekov - Šalov - Šarovce - Tehla - Tekovské Lužany - Tekovský Hrádok - Tupá - Turá - Uhliská - Veľké Kozmálovce - Veľké Ludince - Veľké Turovce - Veľký Ďur - Vyškovce nad Ipľom - Vyšné nad Hronom - Zalaba - Zbrojníky - Žemberovce - Žemliare |